# Gare de Boumedfaa
La gare de Boumedfaa est une gare ferroviaire algérienne, située sur le territoire de la commune de Boumedfaa, dans la wilaya de Aïn Defla.

## Situation ferroviaire
La gare de Boumedfaa se situe sur la ligne d'Alger à Oran, où elle est précédée de la gare de Oued Djer et suivie de celle de Hoceinia.

## Service des voyageurs

### Desserte
La gare de Boumedfaa est desservie par les trains régionaux de la liaison Alger - Chlef.